# 큰 소리 다이아몬드 (AKB48 Team SH의 EP)
《큰 소리 다이아몬드》(중국어 간체자: 大声钻石, 정체자: 大聲鑽石, 병음: dàshēng zuànshí 다성쫜스[*], 한자음: 대성찬석)는 중국의 걸 그룹 AKB48 Team SH의 일곱 번째 EP이다. 류녠이 타이틀 곡의 센터를 맡았다

## 발매 과정
2021년
- 11월 22일, 타이틀 곡의 선발 멤버를 발표했다.

2022년
- 3월 7일, 타이틀 곡 ‘큰 소리 다이아몬드’(大声钻石) 뮤직 비디오 티저를 공개했다[2].
- 3월 14일, 타이틀 곡 ‘큰 소리 다이아몬드’의 뮤직 비디오가 공개되었으며 예약 판매를 했다.
- 3월 21일, 타이틀 곡 ‘큰 소리 다이아몬드’의 안무판 뮤직 비디오를 공개했다.
- 4월 1일, 음반이 발매될 예정이다[3].

## 수록 내용
전체 작사: 아키모토 야스시
| #  | 제목                              | 작사 | 작곡              | 편곡 | 재생 시간 |
| -- | --------------------------------- | ---- | ----------------- | ---- | --------- |
| 1. | 〈大声钻石 큰 소리 다이아몬드〉   | 량쉐 | 이노우에 요시마사 | 4:04 |           |
| 2. | 〈机会的顺序 찬스의 순서〉        |      | 코니시 유코       | 4:18 |           |
| 3. | 〈Get you!〉                      |      | 이타가키 유스케   | 3:40 |           |
| 4. | 〈昔日的运动鞋 옛날의 운동화〉〉  |      | 고노헤 치카라     | 5:18 |           |
| 5. | 〈大声钻石〉 (off vocal ver.)     |      | 이노우에 요시마사 | 4:04 |           |
| 6. | 〈机会的顺序〉 (off vocal ver.)   |      | 코니시 유코       | 4:18 |           |
| 7. | 〈Get you!〉 (off vocal ver.)     |      | 이타가키 유스케   | 3:40 |           |
| 8. | 〈昔日的运动鞋〉 (off vocal ver.) |      | 고노헤 치카라     | 5:18 |           |

| #  | 제목                                        | 재생 시간 |
| -- | ------------------------------------------- | --------- |
| 1. | 〈大声钻石〉 (뮤직 비디오)                  |           |
| 2. | 〈大声钻石〉 (뮤직 비디오 메이킹 특전 영상) |           |

## 선발 멤버

### 큰 소리 다이아몬드
(센터: 류녠)
- 정규: 류녠, 구이추추, 주링, 마오웨이자, 쩌우뤄난, 예즈언, 쩡쓰춘, 스커옌, 웨이신, 쿵커신, 장첸페이, 스아이베이, 추디얼, 선잉
- 연수생: 리자후이, 장자저

### 찬스의 순서
(센터 : 천자이)
- 정규: 스커옌, 저우녠치, 웨이신, 쩌우뤄난, 스아이베이, 류녠, 선잉, 장첸페이, 량스안, 추디얼
- 연수생: 천자이, 장이린, 이자후이, 마샤오위, 장자저

### 참조주
1. ↑  “AKB48 Team SH第二届元气嘉年华收官 钻石女孩、初代拳王诞生” (중국어). 搜狐. 2021년 11월 22일. 2022년 3월 8일에 확인함.
2. ↑  “AKB48 Team SH《大声钻石》MV预告正式上线！” (중국어). 嗶哩嗶哩. 2022년 3월 7일. 2022년 3월 14일에 확인함.
3. ↑  “全新EP《大声钻石》日程表请查收” (중국어). 新浪微博. 2022년 3월 7일. 2022년 3월 14일에 확인함.

### 원곡
1. ↑  AKB48〈大声ダイヤモンド / 큰 소리 다이아몬드〉
2. ↑  AKB48〈チャンスの順番 / 찬스의 순서〉
3. ↑  AKB48〈Get you!〉(노래: 사싱구무스메(사시하라 리노&모닝구무스메'17)
4. ↑  AKB48〈あの頃のスニーカー / 그 시절의 스니커